# Skynet
Skynet – brytyjski system łączności satelitarnej i przekazywania danych dla sił zbrojnych NATO, Wielkiej Brytanii i jej sojuszników. Nadzorowany przez Paradigm Secure Communications z ramienia brytyjskiego ministerstwa obrony.
| oznaczenie       | wytwórca              | data startu       | rakieta nośna        | uwagi                                       |
| Skynet 1         | Skynet 1              | Skynet 1          | Skynet 1             | Skynet 1                                    |
| ---------------- | --------------------- | ----------------- | -------------------- | ------------------------------------------- |
| 1A               | Philco Ford           | 22 listopada 1969 | Delta M              |                                             |
| 1B               | Philco Ford           | 19 sierpnia 1970  | Delta M              | usterka silnika własnego satelity           |
| Skynet 2         |                       |                   |                      |                                             |
| 2A               | Marconi Space Systems | 19 stycznia 1974  | Delta 2000           | usterka systemu kierowania rakiety          |
| 2B               | Marconi Space Systems | 23 listopada 1974 | Delta 2000           |                                             |
| Skynet 4         |                       |                   |                      |                                             |
| 4A               | British Aerospace     | 1 stycznia 1990   | Commercial Titan III |                                             |
| 4B               | British Aerospace     | 11 grudnia 1988   | Ariane 44LP          | wyniesiony równocześnie z satelitą Astra 1A |
| 4C               | British Aerospace     | 30 sierpnia 1990  | Ariane 44LP          |                                             |
| Skynet 4 Stage 2 |                       |                   |                      |                                             |
| 4D               | Matra Marconi Space   | 10 stycznia 1998  | Delta 7000           | zastąpił 4B                                 |
| 4E               | Matra Marconi Space   | 26 lutego 1999    | Ariane 44L           |                                             |
| 4F               | Astrium               | 7 lutego 2001     | Ariane 44L           |                                             |
| Skynet 5         |                       |                   |                      |                                             |
| 5A               | EADS Astrium          | 11 marca 2007     | Ariane 5 ECA         | start wraz z satelitą Insat 4B              |
| 5B               | EADS Astrium          | 14 listopada 2007 | Ariane 5 ECA         | z satelitą Star One C1                      |
| 5C               | EADS Astrium          | 12 czerwca 2008   | Ariane 5 ECA         | z satelitą Turksat 3A                       |
| 5D               | EADS Astrium          | 19 grudnia 2012   | Ariane 5 ECA         | z satelitą Mexsat Bicentenario              |